# Lycosa serranoa
Lycosa serranoa este o specie de păianjeni din genul Lycosa, familia Lycosidae, descrisă de Tullgren, 1901. Conform Catalogue of Life specia Lycosa serranoa nu are subspecii cunoscute.